# Dragan Babić Pećko
Dragan Babić Pećko (Knin, 20. studenoga 1968. – Šibenik, 25. siječnja 2019.) bio je hrvatski pjesnik.

## Životopis
Dragan Babić Pećko rođen je u Kninu, 20. studenoga 1968.
Srednju školu završio je u rodnom gradu gdje je proveo najveći dio života. Kratko je živio u Beogradu, Parizu i Londonu.
Prvu zbirku poezije "Životu sasvim blizu" objavio je 2000. godine. Zatim slijede "Kišobran" (2005.) i "Zatvorenost" (2017.).
Sve ove zbirke objavio je "samizdat" metodom, bez izdavača, bez tiska i s ciljem i željom da se njegova poezija može besplatno preuzeti i dijeliti putem internet stranica i društvenih mreža.
Četvrtu zbirku poezije "Iz mravlje perspektive" objavio je u tiskanom obliku 2019. godine u nakladi Atributa i Grada Knina.
Godine 2015. dobio je za svoju poeziju priznanje od Hrvatskog sabora kulture. Pisao je i kratke priče, a jedna od njih, "Budala i samoubojica" je objavljena u Knjizi kratkih priča "Urbani vračevi" (2013.) u nakladi Slobodne Dalmacije. Autor je i četiri pjesme za bend The Alibor: "Ta cesta", "Putokazi", "Tajna" i "Čuvam kamen".
Osim pisanja bavio se i kazališnim radom vodeći kazališnu radionicu "Scena A3" u Kninu. U Kninu je vodio i "Radionicu kreativnog pisanja" Udruge Porta.
Bio je civilni aktivist u udrugama Porta i Atribut (potpredsjednik) te je bio član Kulturnog vijeća Grada Knina.
Bio je zaposlen u Tvornici vijaka DIV u Kninu.